# Аз, роботът
 Тази статия е за литературното произведение.  За филма вижте Аз, роботът (филм).  
„Аз, роботът“ (на английски: I, Robot) е сборник фантастични разкази на Айзък Азимов, издаден през 1950. В повечето разкази участва робопсихоложката Сюзън Келвин, работеща за компанията „Юнайтед Стейтс Роботс енд Меканикъл Мен“ - основен производител на роботи с позитронни мозъци. Тя разследва заплетени случаи с роботи, където се преплитат технически, морални и логически проблеми. Разказите са нейни интервюта, в които тя описва професионалния си живот, основно фокусиран върху поведението на роботите. В разказите участват още героите Грегъри Пауъл и Майкъл Донован, които работят в екип, тестващ за неизправности при произведените роботи.
През 2004 година излиза филмът „Аз, роботът“ с участието на Уил Смит, чийто сценарий и сюжет обаче имат много малко общо със сборника на Азимов.